# Cupa Ligii Elveției
Cupa Ligii Elveției a fost un turneu de fotbal care a avut loc ca un turneu de pre-sezon de vară în 1972 și 1973 și în timpul sezonului de fotbal elvețian din 1974–75 până în 1981–82. Turneul a fost o competiție eliminatorie disputată de cluburile din primele două niveluri ale fotbalului elvețian, Superliga și Challenge League.

## Câștigători și Finaliști
| Performanța cluburilor în Cupa Ligii 1972 - 1982 | Performanța cluburilor în Cupa Ligii 1972 - 1982 | Performanța cluburilor în Cupa Ligii 1972 - 1982 | Performanța cluburilor în Cupa Ligii 1972 - 1982 | Performanța cluburilor în Cupa Ligii 1972 - 1982 |
| Club                                             | Campioni                                         | Anii în care au câștigat                         | Finaliști                                        | Anii în care au pierdut                          |
| ------------------------------------------------ | ------------------------------------------------ | ------------------------------------------------ | ------------------------------------------------ | ------------------------------------------------ |
| Servette                                         | 3                                                | 1977, 1979, 1980                                 | -                                                |                                                  |
| Grasshopper                                      | 2                                                | 1973, 1975                                       | 2                                                | 1978, 1980                                       |
| Zürich                                           | 1                                                | 1981                                             | 2                                                | 1975, 1976                                       |
| Basel                                            | 1                                                | 1972                                             | 1                                                | 1979                                             |
| St. Gallen                                       | 1                                                | 1978                                             | 1                                                | 1982                                             |
| Young Boys                                       | 1                                                | 1976                                             | -                                                |                                                  |
| Aarau                                            | 1                                                | 1982                                             | -                                                |                                                  |
| Winterthur                                       | -                                                |                                                  | 2                                                | 1972, 1973                                       |
| Xamax                                            | -                                                |                                                  | 1                                                | 1977                                             |
| Lausanne                                         | -                                                |                                                  | 1                                                | 1981                                             |

## Rezultate
| Finala | Campioana | Scor | Finalista | Finala | Campioana | Scor | Finalista |
| ------ | --------- | ---- | --------- | ------ | --------- | ---- | --------- |

| 1981 | Zürich      | 2 - 1 | Lausanne   | 1982 | Aarau         | 1 - 0 | St. Gallen  |
| 1979 | Servette ‡  | 2 - 2 | Basel      | 1980 | Servette      | 3 - 0 | Grasshopper |
| 1977 | Servette    | 2 - 0 | Xamax      | 1978 | St. Gallen    | 3 - 2 | Grasshopper |
| 1975 | Grasshopper | 3 - 0 | Zürich     | 1976 | Young Boys    | 4 - 2 | Zürich      |
| 1972 | Basel       | 4 - 1 | Winterthur | 1973 | Grasshopper ‡ | 2 - 2 | Winterthur  |

## Referință
1. ↑  „Elveția - Lista finalelor Cupei Ligii”. rsssf.com. Accesat în 18 iulie 2019.